# Tokyo Vice
Tokyo Vice ist eine amerikanische Kriminaldrama-Fernsehserie von J.T. Rogers, die auf den gleichnamigen Memoiren von Jake Adelstein aus dem Jahr 2009 basiert und am 7. April 2022 auf HBO Max Premiere hatte. In den Hauptrollen spielen Ansel Elgort und Ken Watanabe. Im Juni 2022 wurde die Serie für eine zweite Staffel verlängert.

## Inhalt
Im Jahr 1999 nimmt der amerikanische Universitätsabsolvent Jake Adelstein in Tokio erfolgreich an der Aufnahmeprüfung der größten japanischen Zeitung Meicho Shinbun teil. Ihm wird daraufhin als erstem Ausländer überhaupt ein Job als Reporter dieser Zeitung angeboten. Unter den Fittichen eines erfahrenen Detectives der Sittenpolizei beginnt er, die dunkle und gefährliche Welt der Yakuza in Japan zu erkunden.

## Entstehung

### Projektierung
Tokyo Vice wurde 2013 zunächst als Film geplant, mit Daniel Radcliffe in der Rolle des Adelstein. Anthony Mandler sollte Regie führen, und die Entwicklung war so weit fortgeschritten, dass ein Produktionsstart für Mitte 2014 angesetzt wurde. Im Juni 2019 wurde das Projekt als Fernsehserie neu aufgelegt und erhielt von WarnerMedia einen Serienauftrag über 8 Episoden, die auf dem Streamingdienst HBO Max ausgestrahlt werden sollten. Ansel Elgort sollte die Serie als ausführender Produzent leiten, während J. T. Rogers das Drehbuch schrieb und Destin Daniel Cretton Regie führte. Im Oktober 2019 wurde Michael Mann engagiert, um bei der Pilotepisode Regie zu führen und auch als ausführender Produzent der Serie zu fungieren. Die Serie feierte am 7. April 2022 Premiere, wobei die ersten drei Episoden sofort verfügbar waren, gefolgt von zwei Episoden auf wöchentlicher Basis bis zum Staffelfinale am 28. April 2022. Am 7. Juni 2022 verlängerte HBO Max die Serie um eine zweite Staffel.

### Besetzung
Zusätzlich zu seiner Ankündigung als ausführender Produzent wurde auch Ansel Elgort als Hauptdarsteller angekündigt. Im September 2019 wurde Ken Watanabe als zweite Hauptrolle engagiert. Im Februar 2020 wurden Odessa Young und Ella Rumpf in die Besetzung aufgenommen. Im März 2020 wurde bekannt gegeben, dass Rinko Kikuchi zur Besetzung stößt und dass die Dreharbeiten im Monat zuvor in Tokio begonnen haben. Im Oktober 2020 wurde Rachel Keller als Ersatz für Young besetzt. Im September 2021 wurden Hideaki Itō, Shō Kasamatsu und Tomohisa Yamashita als reguläre Darsteller der Serie bekannt gegeben, Shun Sugata, Masato Hagiwara, Ayumi Tanida und Kōsuke Toyohara kamen als wiederkehrende Darsteller hinzu.

#### Hauptdarsteller
- Ansel Elgort als Jake Adelstein, ein amerikanischer Journalist aus Missouri, der nach Tokio zieht. Je länger er bleibt, desto mehr gerät er in die Korruption der zwielichtigen Unterwelt Tokios, in der niemand so ist, wie er scheint.
- Ken Watanabe als Hiroto Katagiri, ein Detective in der Abteilung für organisiertes Verbrechen. Er ist für Adelstein eine Vaterfigur, die ihm hilft, den schmalen und oft prekären Grat zwischen dem Gesetz und dem organisierten Verbrechen zu überwinden.
- Rachel Keller als Samantha Porter, eine in Tokio lebende Amerikanerin, die ihren Lebensunterhalt als Hostess im Club „Onyx“ im Stadtteil Kabukicho verdient. Sie begleitet viele Menschen, von Salaryman bis hin zu gehobenen Kunden und Yakuza.
- Hideaki Itō als Jin Miyamoto, ein Detective der Sittenpolizei, der Jakes erster Verbindungsmann bei der Polizei wird.
- Shō Kasamatsu als Sato, ein Yakuza-Vollstrecker, der Schutzgelder von dem Club kassiert, in dem Samantha arbeitet.
- Ella Rumpf als Polina, eine osteuropäische Migrantin, die zusammen mit Samantha als Hostess im Onyx Club arbeitet. Sie kam nach Tokio, um als Modell zu arbeiten, und wurde in die zwielichtige Schattenseite von Kabukicho gezogen.
- Rinko Kikuchi als Emi Maruyama, Adelsteins Vorgesetzte, eine Collage der verschiedenen Kollegen und Vorgesetzten, die mit dem echten Adelstein während seiner Laufbahn zusammengearbeitet haben.
- Tomohisa Yamashita als Akira, Polinas Freund, der in einem Host Club arbeitet.

#### Nebendarsteller
- Kōsuke Toyohara als Baku, rassistisch-nationalistischer Chef.
- Takaki Uda als „Trendy“ Kurihira, Jakes gutaussehender Freund und Arbeitskollege.
- Kosuke Tanaka als „Tin Tin“ Shinohara, Jakes witziger Freund und Arbeitskollege.
- Masato Hagiwara als Duke, der Besitzer des Onyx Hostess Club.
- Shun Sugata als Hitoshi Ishida, der Anführer (Oyabun) der Yakuza-Organisation, der Sato angehört.
- Eugene Nomura als Kobayashi, Ishidas rechte Hand.
- Koshi Uehara als Taro, ein Mitglied in Ishidas Yakuza-Organisation.
- Masayoshi Haneda als Yoshihiro Kume, Satos direkter Vorgesetzter innerhalb der Organisation.
- Noémie Nakai als Luna, die prestigeträchtigste Hostess im Onyx Club.
- Ayumi Tanida als Shinzo Tozawa, Anführer einer rivalisierenden Yakuza-Organisation, der kürzlich nach Tokio kam.
- Kazuya Tanabe als Yabuki, ein hochrangiges Mitglied von Tozawas Yakuza-Organisation.
- Jundai Yamada als Matsuo, einer von Samanthas Kunden, welcher im weiteren Verlauf enthüllt, dass er angeheuert wurde, um sie aufzuspüren.
- Yuka Itaya als Mrs. Katagiri, Hirotos Ehefrau.
- Sarah Sawyer als Jessica Adelstein, Jakes Schwester, die ihm Hörbriefe auf Kassetten schickt und in psychiatrischer Behandlung war.
- Fumiya Kimura als Koji, Satos erster Rekrut in Ishidas Yakuza-Organisation.
- Nanami Kawakami als Yuka, eine junge Frau, mit der Jake sich anfreundet und die sich später als Prostituierte entpuppt.
- Ayumi Ito als Misaki, Tozawas Geliebte.
- Jessica Hecht als Willa Adelstein, Jakes Mutter.
- Hiroshi Sogabe als Sugita, Leiter der „Suzuno“ Versicherung, die Menschen dazu bringt, sich bei Tozawas Yakuza-Organisation zu verschulden.
- Motoki Kobayashi als Ukai Haruki, ein Schriftsteller, der Meth konsumiert und Artikel über Tozawa veröffentlicht.

### Dreharbeiten
Die Dreharbeiten für die Serie begannen am 5. März 2020. Am 17. März 2020 wurde bekannt gegeben, dass die Produktion aufgrund der COVID-19-Pandemie in Tokio unterbrochen wurde. Die Produktion wurde am 26. November 2020 wieder aufgenommen und am 8. Juni 2021 abgeschlossen.

## Veröffentlichung
HBO Max und sein Schwesterdienst HBO Go halten die Streaming-Rechte an der Serie in den Ländern, in denen beide Dienste verfügbar sind, einschließlich der Vereinigten Staaten, Lateinamerika und bestimmter europäischer und asiatischer Märkte, während Wowow, ebenfalls ein Co-Produzent, die Rechte in Japan hält. Der internationale Verleiher Endeavor Content hat die Ausstrahlungs-/Streaming-Rechte an der Serie an Crave in Kanada, Canal+ in Frankreich, Paramount+ in Australien, OSN+ in der Region Naher Osten und Nordafrika sowie Starzplay in ausgewählten europäischen Märkten einschließlich Deutschland, Großbritannien und Irland verkauft. Die BBC hat die Zweitverwertungsrechte für die Serie im Vereinigten Königreich erworben und plant die Ausstrahlung für Ende 2022.
Die Erstausstrahlung im deutschen Pay-TV erfolgte am 10. August 2023 bei ProSieben Fun, im Free-TV dagegen erst am 24. Februar 2024 im Ersten.

## Rezeption
Die Kritikerseite Rotten Tomatoes meldete eine 86%ige Zustimmung mit einer durchschnittlichen Bewertung von 7,6/10, basierend auf 50 Kritiken. Der Konsens der Kritiker auf der Website lautet: „Der Protagonist von Tokyo Vice ist das uninteressanteste Element, aber die Intrigen der japanischen Unterwelt und die Wahrhaftigkeit des Schauplatzes sorgen für ein verführerisches Stück Neo-Noir“. Metacritic, das einen gewichteten Durchschnitt verwendet, vergab eine Punktzahl von 75 von 100 auf der Grundlage von 27 Kritiken, was auf „allgemein positive Kritiken“ hinweist. Von der Internet Movie Database wurde eine gewichtete Bewertung von 8/10 basierend auf 37.782 Stimmen ermittelt.
Das Lexikon des Internationalen Films bewertete die Serie nach der ersten Staffel mit vier von fünf möglichen Sternen und beurteilte sie als „Sehenswert“ für Zuschauer ab 16 Jahren. Sie kreise mit „einer komplexen, ästhetisch beeindruckend inszenierten Handlung um Fremdheit, kulturelles Ethos und das Verhältnis der japanischen Gesellschaft zum organisierten Verbrechen.“